# Атка
Атка (енгл. Atka Island) је острво САД које припада савезној држави Аљаска. Површина острва износи 1061 km². Према попису из 2000. на острву је живело 95 становника.